# Svatolína
Svatolína (Santolina) je rod rostlin patřící do čeledi hvězdnicovité (Asteraceae). Obsahuje zhruba 24 druhů rozšířených převážně v západním Středomoří. Některé druhy lze použít v ČR jako okrasné rostliny. Botanický název rodu Santolina je odvozen z latinského slova sanctus – svatý a linum – len, a to na základě antického názvu jednoho z druhů tohoto rodu.

## Popis

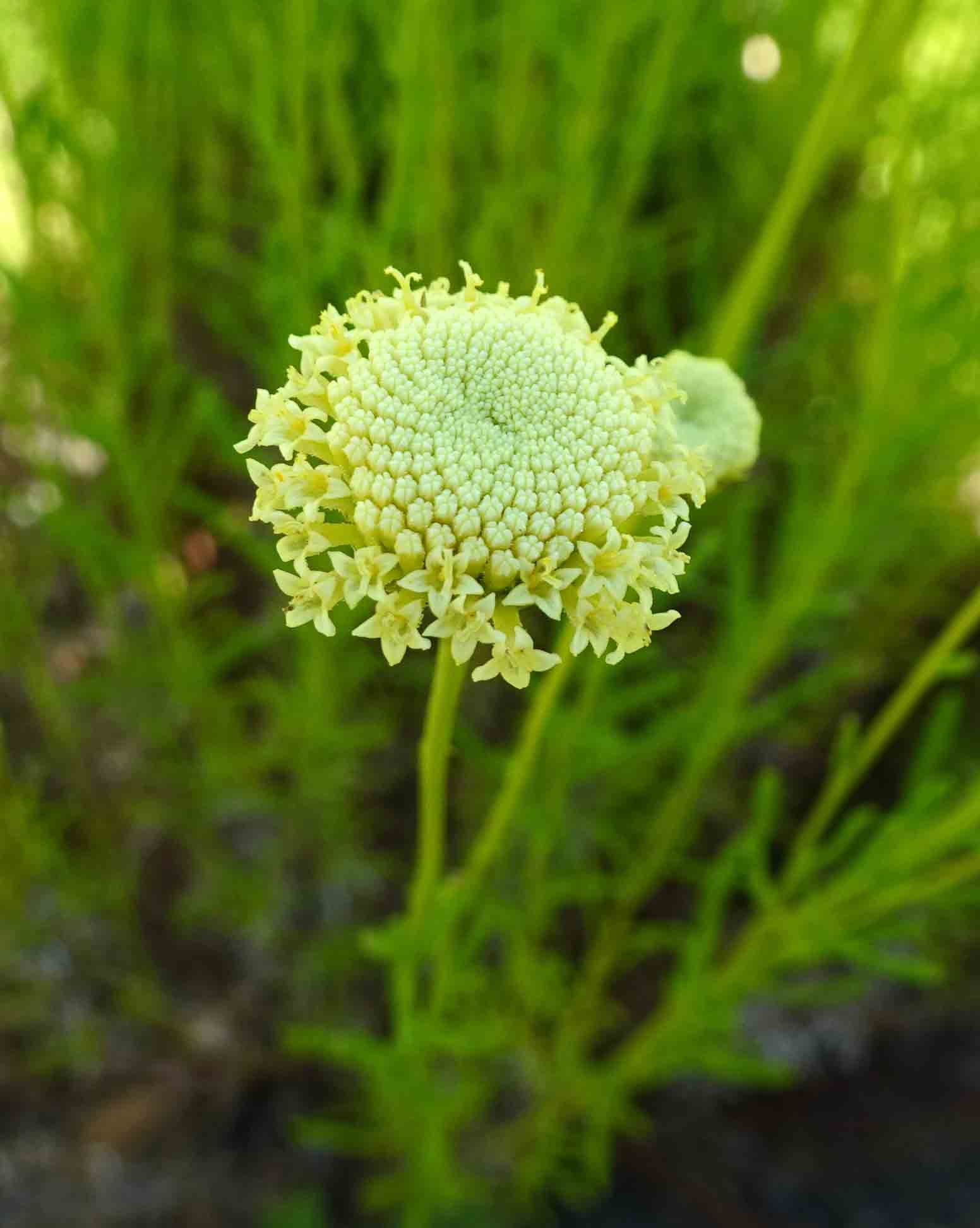
Detail nakvétajícího úboru

Bohatě rozvětvené, většinou vzpřímené, někdy převislé polokeře, které dosahují výšky většinou 20–60–90 cm. Obvykle se jedná o aromatické a většinou chlupaté rostliny, které někdy tvoří oddenky. Střídavé listy jsou řapíkaté nebo přisedlé, peřenosečné až peřenodílné. Květenství jsou úbory nesené jednotlivě na dlouhé květní stopce. Mají obvykle 6 až 10 (3 až více než 12) milimetrů v průměru. Zákrovy jsou obvykle ve třech (zřídka ve více než pěti) řadách. Květní lůžko je vypouklé až polokulovité, plevkaté. Květenství neobsahuje jazykovité paprskující květy, ale pouze trubkovité květy, kterých je od 60 až po více než 250. Jsou oboupohlavné a mají obvykle stlačené a křídlaté korunní trubky. Barvy korunních plátků se pohybují od bělavě slámové po jasně až zářivě žlutou. Plody jsou většinou tří- až pětižebrové nažky bez chloupků, které mají na špičce jednostranný přívěsek vytvořený z korunní trubky. Chmýr není přítomen.

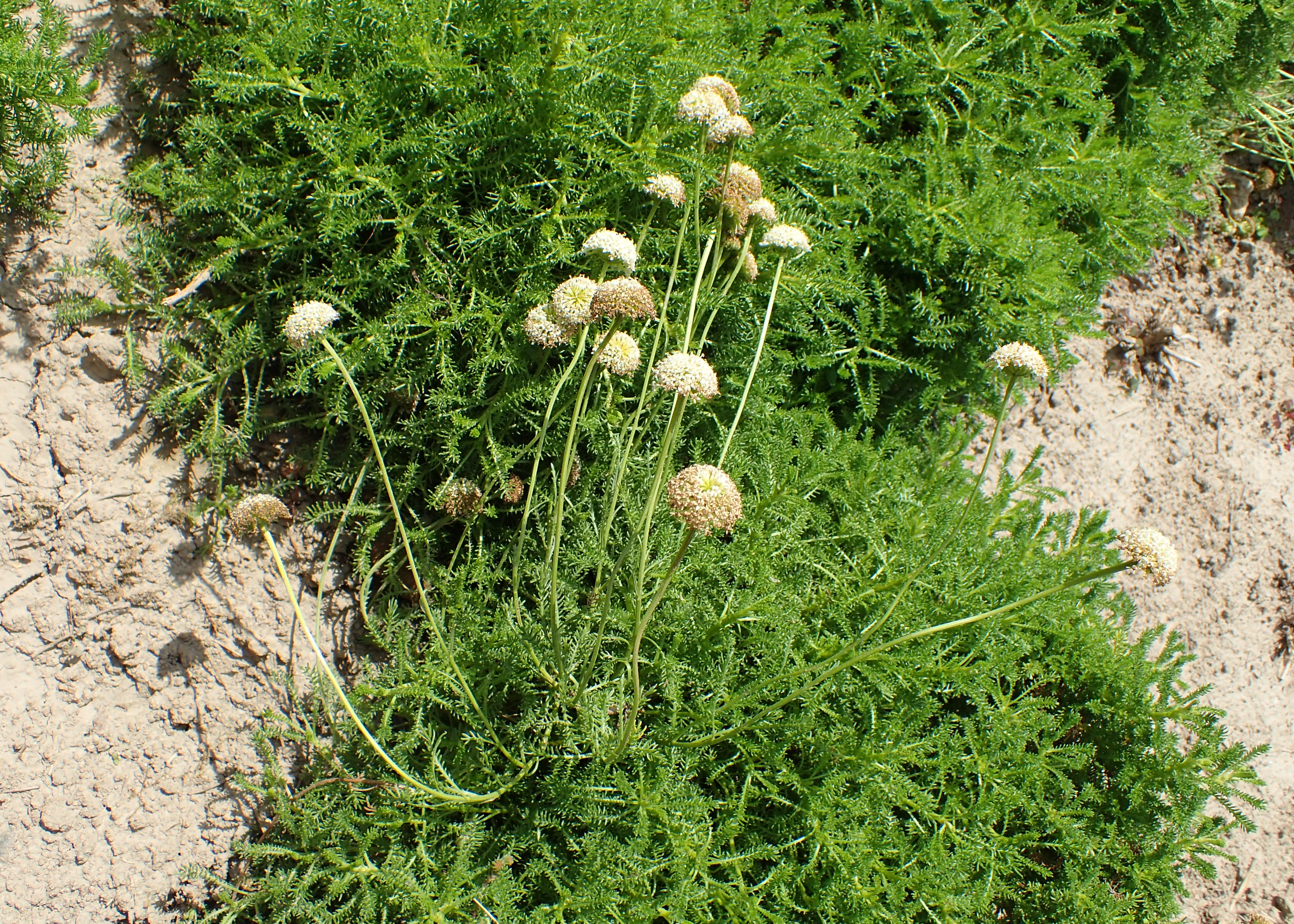
Svatolína zpeřená (Santolina pinnata)

## Ekologie a rozšíření

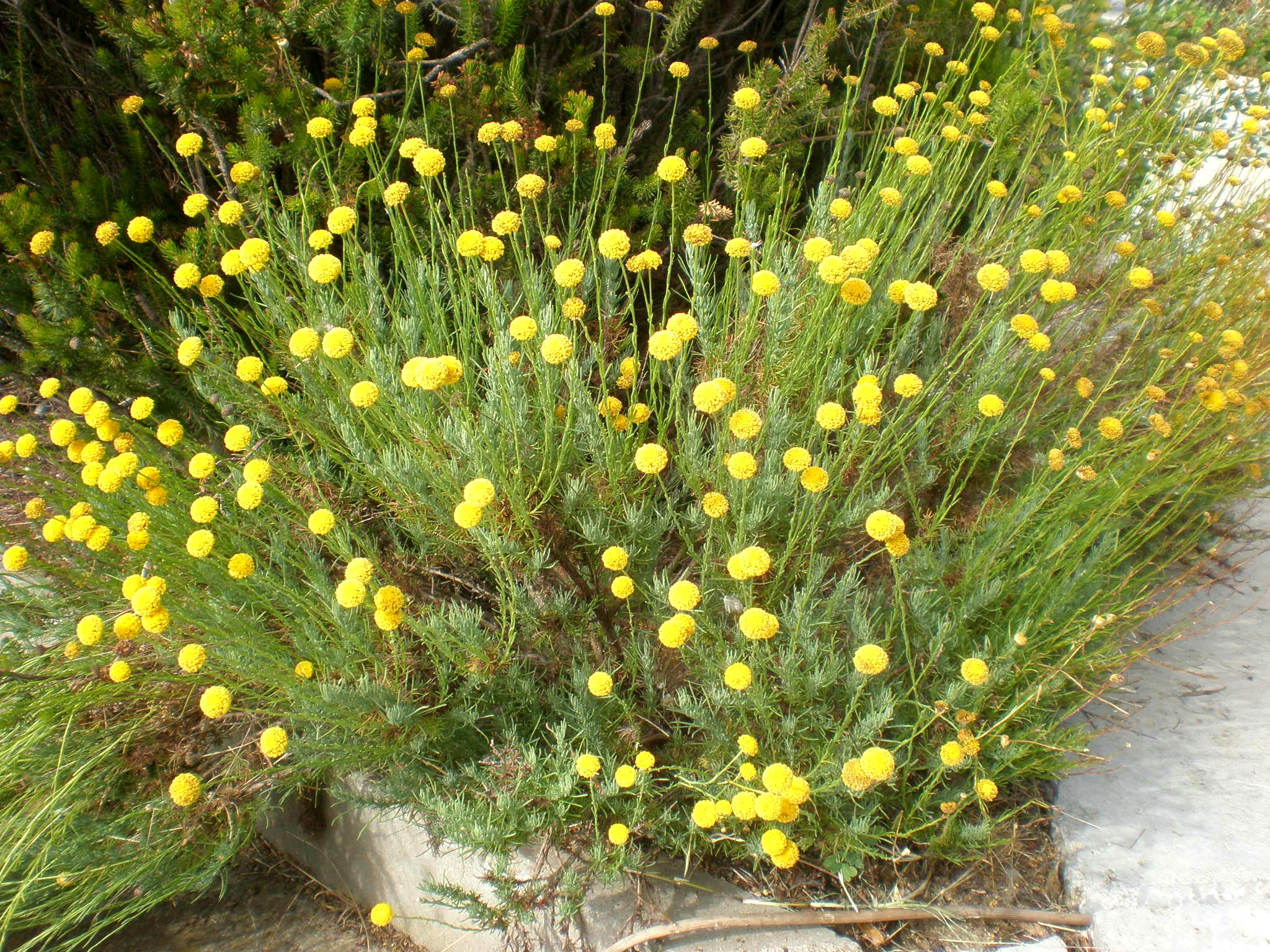
Svatolína rozmarýnolistá

Rod je nejvíce rozšířen v západním Středomoří, především v jižní Evropě a severní Africe. Jeho zástupci zde rostou nejčastěji v nízkých středomořských suchomilných křovinách (garrigue) na svazích a stráních, často na bazických půdách s obsahem dusíku.

## Taxonomie
V rámci čeledi hvězdnicovitých spadá rod do její největší podčeledi Asteroideae, tribu Anthemideae a subtribu Santolininae, jeho nejbližšími příbuznými jsou tak rody rmenec (Chamaemelum) či kráska (Cladanthus). V současné taxonomii je oproti dřívějším pojetím přijímán koncept dělení rodu do vícera drobných druhů. Typovým druhem je svatolína cypřiškovitá.

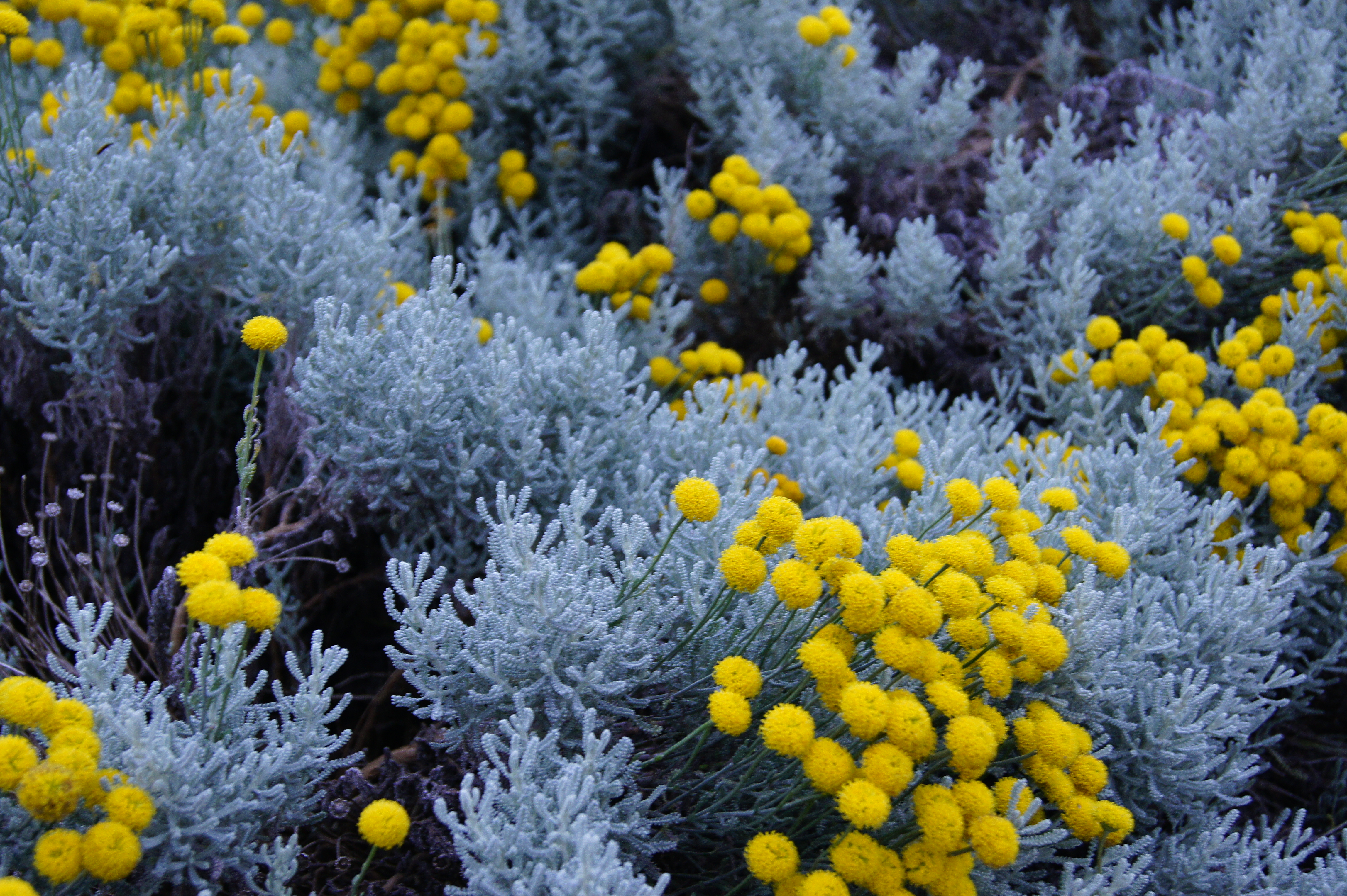
V plném květu

### Vybraní zástupci
- Santolina chamaecyparissus agg. (okruh druhů svatolíny cypřiškovité)
  - Svatolína cypřiškovitá (Santolina chamaecyparissus; západní Středomoří)
  - Svatolína neapolská (Santolina neapolitana; Itálie)
  - Svatolína zelená (Santolina virens; Španělsko, Francie)
  - Svatolína zpeřená (Santolina pinnata; Itálie)
  - Santolina benthamiana (Španělsko, Francie)
  - Santolina corsica (Sardinie a Korsika)
  - Santolina decumbens (Španělsko, Francie)
- Santolina rosmarinifolia agg. (okruh druhů svatolíny rozmarýnolisté)
  - Svatolína rozmarýnolistá (Santolina rosmarinifolia; Španělsko, Portugalsko)
  - Santolina canescens (Španělsko)
  - Santolina pectinata (Španělsko, Alžírsko, Maroko)
  - Santolina semidentata (Španělsko, Portugalsko)
- Svatolína elegantní (Santolina elegans; Španělsko)
- Santolina africana (Maroko, Alžírsko, Tunisko)
- Santolina oblongifolia (Španělsko)
- Santolina viscosa (Španělsko)

## Využití
Jsou to snadno a rychle rostoucí polokeře pro skalky a suché trvalkové záhony. Pro pěstování vyžadují plné slunce a lehkou, propustnou půdu. Občas se využívají v lidovém léčitelství mimo jiné díky antimikrobiálním, protizánětlivým, protikřečovým, trávicím a analgetickým vlastnostem. Jejich výrazné aroma odpuzuje moly, sušené listy lze využít jako přírodní repelent a pot-pourri. Obsažené bioaktivní látky jsou především terpenoidy, ale byly zjištěny také kumariny a flavonoidy.